# 盖寓
盖寓（9世纪—905年），爵封成阳郡公，晚唐大军阀李克用的谋主。

## 家世
盖寓是蔚州人。祖父盖祚、父亲盖庆都是本州牙将。乾符五年（878年），沙陀副兵马使李克用在大同军（蔚州在其治下）军部云州起事反对大同防御使兼水陆发运使段文楚，盖寓身为边校，为李克用支持者之一，遂为李克用腹心。

## 效力李克用
李克用后重归唐朝廷领导，中和二年（882年），被任为雁门节度使，署盖寓为都押牙，领岚州刺史。次年李克用被迁为河东节度使，盖寓改左都押牙、检校左仆射。李克用与他议事，对他言无不从，李克用每次征伐，都有盖寓相伴。
光启元年（885年），当权宦官左右神策十军使田令孜与李克用盟友河中节度使王重荣由争执爆发为武装冲突，王重荣、李克用联军击败田令孜及其盟友静难节度使朱玫、凤翔节度使李昌符联军。王重荣、李克用军正在逼近，田令孜害怕，挟持唐僖宗逃奔兴元。朱玫与田令孜和僖宗决裂，控制京城长安，转而拥立僖宗远亲襄王李煴为新帝。又诱导各藩镇拥护李煴。五月，当他的使者到河东时，时为大将的盖寓对李克用说：“皇帝出长安，天下人都归罪于我方，现在唯一洗清自身的办法就是诛杀朱玫，废黜李煴。”李克用听从，焚烧李煴诏书，囚禁朱玫使者，移檄邻道，宣言拥护僖宗，誓讨朱玫。此举有助确定僖宗作为合法皇帝的地位。后朱玫为部将王行瑜所杀，李煴为王重荣所杀，僖宗重返长安。
先前试图夺取卢龙失败逃奔河东的原卢龙安塞军戍将刘仁恭事盖寓尤其谨慎，常对着盖寓哭泣：“我在燕无罪，以谗言见逐。”更数次对盖寓筹划卢龙军虚实，称卢龙军可取，希望得兵一万，指期平定。乾宁元年（894年），盖寓建议李克用支持刘仁恭，借其力打败卢龙节度使李匡筹夺取卢龙。十月，李克用同意了，最终败李匡筹，夺取卢龙，表刘仁恭为卢龙留后，以为附庸。但四年（897年）刘仁恭却背叛李克用而独立。
王行瑜在杀死朱玫后继为静难节度使，前凤翔节度使李昌符也已被李茂贞取代。乾宁二年（895年）五月，王行瑜、李茂贞进军长安，杀宰相李磎、韦昭度。十一月，李克用成功讨伐了他们，盖寓随李克用入关。十二月，唐昭宗封李克用为晋王，给李克用的将佐加官进爵、下诏赏赐，特授盖寓检校太保、开国侯，令邑一千户，领容管观察经略使，但盖寓没有赴任。
李克用性格严厉急躁，左右有小过错就被处死，没人敢忤逆他；只有盖寓敏慧，能揣摩他的意图。他会委婉进言，李克用言无不从。李克用有时为了并非将吏们的错而生他们的气，盖寓都故意装作和李克用一样生气并指责对方，诱使李克用放过对方。当盖寓要有所谏诤时，都引近事为喻以便李克用理解。李克用喜爱他，信任他。在李克用治下，他和李克用权力相当。朝廷和邻镇派使者去河东，将赏赐和礼物先送给李克用，其次就送给盖寓家。盖寓掌握军中大权，声名震主，李克用的大敌宣武军节度使朱全忠数次派数人离间，扬言盖寓要取代李克用了，李克用却待盖寓更好了。
李克用有将佐建议李克用去长安朝觐皇帝，时任都押衙的盖寓反对，称这样会让不识李克用用心的长安百姓受惊，勤王何必入朝。李克用笑道：“盖寓尚且不希望我入朝，何况天下人！”于是引兵归河东。
乾宁四年六月，昭宗将容管升级为宁远军，仍以盖寓领节度使。又加左武卫上将军。光化初年，昭宗回京，授盖寓检校太傅，封成阳郡公。
先前王行瑜被灭时，李克用部将兼侍中李罕之求领静难军，李克用答：“我已奏请朝廷任命了苏文建，不可以反复。”李罕之不悦，退下后就私下对盖寓抱怨：“我自从河阳失守，来依巨廕多年了，功效未施。近年倦于师旅，正所谓老夫耄矣，无能为也。望吾王仁愍，太傅哀怜，给我一个小节镇，休兵养疾，一二年间归老菟裘，就是幸事了。”盖寓为李罕之请求为一镇节度使，但李克用不应。盖寓害怕李罕之变心，请求愈发急切。李克用仍然拒绝，认为李罕之是鹰，只有饿着才能为所用，饱了就会背叛飞走。如盖寓所虑，光化元年（898年）十二月，李罕之夺取昭义军，背叛李克用，投降朱全忠。
天祐二年（905年）三月，盖寓病笃，李克用每天亲自去他家，手赐药饵。之前盖寓家常制作珍贵的膳食，海里和陆上的食材都有，精于府中饮食，李克用的爱妾曹氏只吃盖寓家的年献，每次去盖寓府上都像回家一样，恩宠当时无人能及。当月，盖寓卒，遗书劝李克用省营缮，薄赋敛，求贤俊。曹氏哭得很哀伤。后李克用子李存勖继立，建立后唐，追赠盖寓太师，委中书门下定谥号。